# Scott Colby
Scott Colby (* 21. Dezember 1953 in New York City) und dort aufgewachsen, ist ein US-amerikanischer Slide-Gitarrist und Dobro-Spieler. Bekannt ist er neben seinem einzigartigen Stil durch die Zusammenarbeit mit Zoogz Rift und Henry Kaiser.

## Musikalische Karriere
Scott Colby wuchs mit der Pop- und Rockmusik der 60er Jahre auf. Er nennt aber explizit drei Alben, die ihm Augen und Ohren öffneten: Frank Zappas ‚Uncle Meat‘, Captain Beefhearts ‚Trout Mask Replica‘ und Jimi Hendrix’ ‚Axis: Bold as Love‘.
In den frühen 1970ern war er Mitglied der Dada-Rockband Zobus in New Jersey. Der Gründer und Kopf dieser Band war Zoogz Rift. Seit 1977 lebt und arbeitet er in Los Angeles. In den späten 1970er Jahren traf er Denny Walley, den damaligen Slide-Gitarristen von Frank Zappa und Captain Beefheart’s Magic Band. Da Walley die Magic Band verlassen wollte, schlug er Scott Colby für ein Vorspiel als sein Nachfolger vor. Zu diesem Vorspiel kam es aber nie. Chris Cutler von Henry Cow vermittelte ihm hingegen den Kontakt zu Henry Kaiser, mit dem er sich alsbald traf. Es entwickelte sich eine enge Freundschaft und kam immer wieder zur Zusammenarbeit. Über Henry Kaiser lernte er auch John French, den Ex-Schlagzeuger von Captain Beefheart’s Magic Band kennen, mit dem er ebenfalls eng befreundet ist.
In L.A. trat er in den 1980er Jahren in Clubs mit den Bands Adjustable Julie, Little Triggers, und Pressure auf.
1987 veröffentlichte er sein bis dato einziges Soloalbum Slide of Hand bei SST Records, ein Geheimtipp nicht nur unter Gitarristen. Neben Willie Lapin (Bass), Benn Clatworthy (Alt-Saxophon), Jesse Ed Davis (E-Gitarre), Toby Holmes (Posaune) und John French (Schlagzeug) wirkten als Gäste Bruce Fowler (Posaune) und Henry Kaiser (E-Gitarre) mit. Produzent des Albums war Zoogz Rift.
In den 1990er Jahren spielte er in Henry Kaisers Eclectic Electric Video zusammen mit John French und Andy West. Im Rahmen eines ‚slide guitar workshop‘ nahm er am Frankfurt Jazzfestival teil (zusammen mit den Gitarristen Henry Kaiser, David Lindley, Bob Brozman und Freddie Roulette, mit Merle Saunders, Keyboards, Hilary Hanes, Bass und John Hanes, Schlagzeug). Später nahm und trat er mit dem Singer-Songwriter Andy Robinson auf.
Im Brotberuf arbeitet Scott Colby als Dokumentationsentwickler für eine Softwarefirma.

## Diskografie

### Mit Zobus
- With No Apparent Reason (1977), unveröffentlicht

### Mit Zoogz Rift
- Ipecac (1984), SST Records
- Interim Resurgeance (1985), SST Records
- Island of Living Puke (1986), SST Records
- Looser Than Clams ... A Historical Retrospective (1986), SST Records

### Solo
- Slide of Hand (1987), SST Records

### Mit Crazy Backwards Alphabet
- Crazy Backwards Alphabet (1987), SST Records

### Mit Henry Kaiser
- Aloha (1981), Metalanguage Records
- Those Who Know History, Are Doomed To Repeat It (1988), SST Records
- Alternate Versions – EP (1988), SST Records
- Eclectic Electric [instructional videotape] (1989), Backstage Pass
- The Five Heavenly Truths (1993), FOT Records
- Here’s to you, Zoogz (1999), private release CDr, 100 copies
- Playola (2003), promotional release

### Mit John ’Drumbo’ French
- Waiting On The Flame (1994), Edsel Records

### Mit Andy Robinson
- The Andy Robinson Band (1998), Act As If Music
- Exotic America (2004), Brontosaurus

### Kompilationen
- No Age, a compilation of sst instrumental music (1987), SST Records
- Slide Crazy! (1996), Rykodisc
- Various Artists • [temporary title: 156 Strings Goes Electric] (2003), unveröffentlicht